# Roosbeek (Waals-Brabant)
Roosbeek (Frans: Rebecq-Rognon) is een plaats in de Belgische provincie Waals-Brabant en een deelgemeente van Rebecq.

## Geschiedenis
Aan het einde van het ancien régime waren Rebecq en Rognon ontstaan als gemeente. In 1824 werden beide gemeenten opgeheven en daarna kreeg Rebecq de naam Rebecq-Rognon, in het Nederlands Roosbeek.
Roosbeek bleef een zelfstandige gemeente tot einde 1976 toen het samen met Bierk en Quenast werd opgenomen in de nieuw gevormde fusiegemeente Rebecq.

## Demografische ontwikkeling
- Bronnen:NIS, Opm:1831 tot en met 1970=volkstellingen, 1976= inwoneraantal op 31 december

## Geboren in Roosbeek
- Ernest Solvay (1838-1922), grootindustrieel en scheikundige

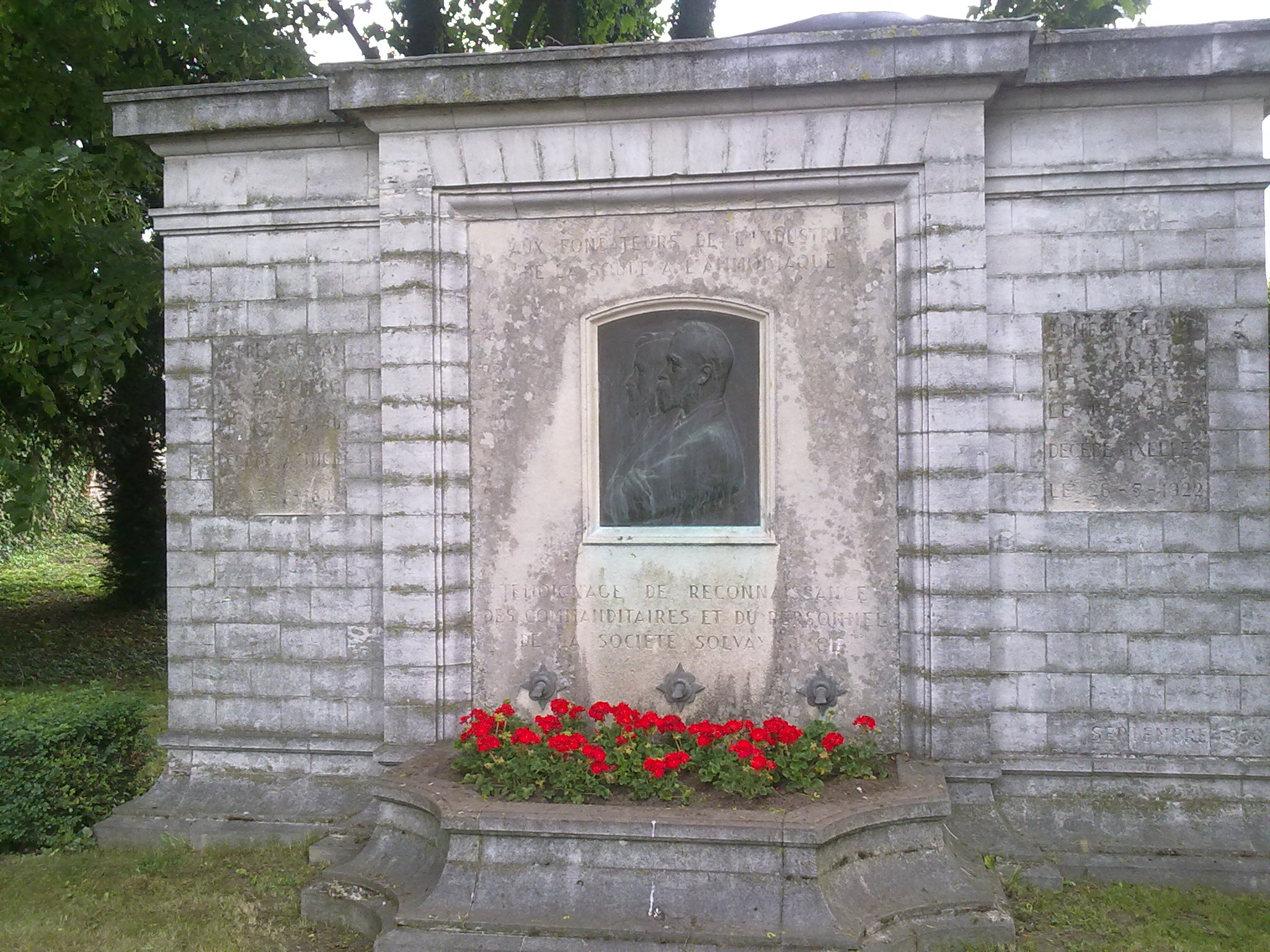
De gebroeders Solvay, monument op het gemeenteplein

Deelgemeenten: Bierk (Bierghes) · Roosbeek (Rebecq-Rognon) · Quenast

Overige kernen: Rognon · Wisbecq

Belgische gemeenten · Arrondissement Nijvel · Waals-Brabant · Wallonië